# Endel Kiisa
Endel Kiisa (Kaigutsi, 1 de octubre de 1937 - 13 de mayo de 2024) fue un piloto de motociclismo soviético de origen estonio, que compitió en el Campeonato del Mundo de Motociclismo (1963-1969).

## Carrera deportiva
Se proclamó en dos ocasiones campeón de Motociclismo de la Unión Soviética y campeón Estonio sub-23. Aunque no participó nunca en una temporada completa, su mejor temporada fue en 1964 cuando consiguió un podio en el Gran Premio de Finlandia de 350cc y acabó octavo en la general de 350cc. Fue nombrado (junto a Tanel Leok, Markko Märtin y Toomas Napa) uno de los mejores motociclistas estonios del siglo XX. En 1966, Kiisa se casó con Virve Gustel-Lauri y, después del nacimiento de su hijo en 1968, dejó de competir. Cuando abandonó el motociclismo se graduó de la Escuela Técnica de Ingeniería Automotriz de Tallin en 1969 y en la Facultad de Educación Física de la Universidad Pedagógica de Tallin. Trabajó como ingeniero jefe en la empresa Disintegrator.

## Resultados en el Campeonato del Mundo
Sistema de puntuación desde 1950 hasta 1968:
| Posición | 1.º | 2.º | 3.º | 4.º | 5.º | 6.º |
| Puntos   | 8   | 6   | 4   | 3   | 2   | 1   |

Sistema de puntuación desde 1969 hasta 1987:
| Posición | 1.º | 2.º | 3.º | 4.º | 5.º | 6.º | 7.º | 8.º | 9.º | 10.º |
| Puntos   | 15  | 12  | 10  | 8   | 6   | 5   | 4   | 3   | 2   | 1    |

### Carreras por año
(Carreras en negrita indica pole position; Carreras en cursiva indica vuelta rápida)
| Año  | Categoría | Equipo | 1     | 2       | 3     | 4       | 5     | 6     | 7      | 8       | 9       | 10      | 11    | 12    | 13    | Pts. | Pos. |
| ---- | --------- | ------ | ----- | ------- | ----- | ------- | ----- | ----- | ------ | ------- | ------- | ------- | ----- | ----- | ----- | ---- | ---- |
| 1963 | 250cc     | CKB    | ESP - | GER -   | IOM - | NED Ret | BEL - | ULS - | RDA -  | FIN -   | NAT -   | ARG -   | JAP - |       |       | 0    | -    |
| 1963 | 350cc     | Jawa   |       | GER -   | IOM - | NED Ret |       | ULS - | RDA 7  | FIN -   | NAT -   |         |       |       |       | 0    | -    |
| 1963 | 500cc     | CKB    |       |         | IOM - | NED -   | BEL - | ULS - | RDA -  | FIN Ret | NAT -   | ARG -   |       |       |       | 0    | -    |
| 1964 | 350cc     | Jawa   |       |         |       | IOM -   | NED - |       | GER -  | RDA Ret | ULS -   | FIN 3   | NAT - | JAP - |       | 4    | 10.º |
| 1964 | 500cc     | CKB    | USA - |         |       | IOM -   | NED - | BEL - | GER -  | RDA 12  | ULS -   | FIN Ret | NAT - |       |       | 0    | -    |
| 1965 | 350cc     | Vostok |       | GER 5   |       |         | IOM - | NED - |        | RDA -   | CZE Ret | ULS -   | FIN - | NAT 8 | JPN - | 2    | 21.º |
| 1965 | 500cc     | CKB    | USA - | GER Ret |       |         | IOM - | NED - | BEL -  | RDA -   | CZE -   | ULS -   | FIN - | NAT - |       | 0    | -    |
| 1969 | 500cc     | Vostok | ESP - | GER -   | FRA - | IOM -   | NED - | BEL - | RDA 10 | CZE -   | FIN -   | ULS -   | NAT - | YUG - |       | 1    | 54.º |